# Liste der Kommenden und Klöster des Deutschen Ordens (alphabetisch)
Die Liste enthält ehemalige und bestehende Niederlassungen des Deutschen Ordens, bis zum Ersten Weltkrieg als „Kommende“ und seitdem als Konvent oder Niederlassung bezeichnet.
Siehe auch: Liste der Kommenden des Deutschen Ordens (mit Hinweisen zu Bezeichnungen der Niederlassungen und Ordensstruktur)

## Deutschland

### A
- Aachen: Deutschordenskommende St. Aegidius (1321–1802)
- Absberg: Amt der Kommende Ellingen (1651–1806/9), Deutschordenschloss Schloss Absberg
- Adorf: Kommende St. Michael (1289–1533)
- Aichach: Kommende (1221–1384)
- Ailringen: St. Martin (1187?–1784/1806), Deutschordenshaus
- Aken: Kommende St. Maria (vor 1335–1541)
- Altenburg: Kommende (1214–1539)
- Altengottern (vor 1300–1539)
- Altshausen: St. Michael Sitz des Landkomturs (1264–1444/1806), Deutschordensschloss, Deutschordenskommende Altshausen
- Archshofen: Kommende (1267–um 1350)
- Aschaffenburg: Kommende Aschaffenburg (1749–1773)

### B
- Beeck (Ballei Koblenz) (= Berk?)
- Beckingen: Kommende (vor 1292–1803), Deutschordensschloss
- Belzheim: (1488–1806), Deutschordensschloss Pfarrhaus (Belzheim)
- Bergen: Kommende Komturei Bergen (1272/5–16. Jh./1806)
- Berk (Ballei Koblenz) (= Beeck?)
- Beuggen: Kommende St. Maria (1246–1806), Deutschordensschloss Schloss Beuggen
- Buegenburg: Kommende (1264–1267)
- Bissingen: (vor 1684–1806) Deutschordenshaus Pfarrhaus (Bissingen)
- Blumenfeld: St. Michael (1488–1806), Deutschordensschloss Schloss Blumenfeld
- Blumenthal: Kommende (1384/96–1806), Schloss Blumenthal (Aichach)
- Bonn-Muffendorf: Kommende Muffendorf (1254/1280–1809)
- Bonn-Ramersdorf: Kommende Ramersdorf (1220–1803), Deutschordenskapelle
- Brackel (Dortmund): Kommende Brackel (1290–1809)
- Braunschweig: Kommende
- Bremen: Komturei des Deutschen Ordens in Bremen, (1235–1528)
- Buro: Kommende (1258–1809)

### D
- Dahn: Kommende (1245–1609)
- Dahnsdorf: Kommende (1227–vor 1530)
- Darmstadt: Konvent (seit 1949, bestehend)
- Dassow (1237–1355), vorher Schwertbrüder
- Dinkelsbühl (1317–1806), Deutschordensschloss Deutsches Haus (Dinkelsbühl)
- Dommitzsch: Kommende (1223–Reformation)
- Donauwörth: Kommende (1214–1526), Deutschordenshaus
- Duisburg: St. Salvator (1254–1571) Salvatorkirche (Duisburg)

### E
- Einsiedeln (Kaiserslautern): Kommende (1253–1806) Einsiedlerhof
- Ellhofen: Deutschordensamtshaus
- Ellingen: Kommende (1216–1806), Sitz Landkomtur, 1788–1796 Deutschmeister, Deutschordensschloss, DO-Museum, Residenz Ellingen
- Elmsburg: Kommende (1221–1443)
- Elsen (Grevenbroich) Kommende (1263–1809)
- Erfurt: Kommende St. Nikolaus (1223–1787), Comthurhof
- Eschenbach: Deutschordenskommende Eschenbach (1220–1806), Deutschordensschloss, -vogtei; Liebfrauenmünster (Deutschordenskirche)

### F
- Felsberg: St. Jakobus der Ältere (1247–1474/1526)
- Frauenmark: Kommende (um 1230–?)
- Frankfurt/Main-Sachsenhausen: Kommende (1221–1809, neu errichtet 1963, bestehend), Deutschordenskirche (Frankfurt am Main)
- Freiburg: Kommende (vor 1258–1806)
- Fritzlar: Deutschordenshof/haus (1304–1806)

### G
- Gangkofen: Deutschordenskommende Gangkofen (1279–1805/6)
- Gelnhausen: Deutschordenshaus (1303/4–?)
- Giengen an der Brenz (vor 1275–um 1450)
- Gießen: Kloster Schiffenberg, Kommende (1323–1809), vorher seit ca. 1129 Augustiner-Chorherren, seit 1239 auch Augustiner-Chorfrauen, bis 1323 ** Gießen (1323–1809)
- Gleen Ober-Gleen (15. Jh.- ?)
- Göttingen: Kommende (1287–1809) St. Marien (Göttingen)
- Goslar: Kommende (1227–1501/46)
- Gotha ?
- Gundelsheim (Württemberg) („Deutschordensstadt“): Kommende Horneck (1250–1533) Schloss Horneck, 1438–1525 Sitz der Deutschmeister
- Griefstedt: Kommende (1233–1648/1809)
- Guntersblum: Deutschordenshaus, Deutschherrenhof (Anf.16. Jh.-1626)

### H
- Halberstadt ?
- Halle/Saale: Kommende St. Kunigunde (1200–1511), erste Gründung auf deutschem Boden
- Heidelberg: Kommende (1268–1809)
- Heilbronn: Kommende Heilbronn (1225–1805), Deutschhaus, Deutschordensmünster St. Peter und Paul (Heilbronn)
- Herborn (1231–1578) Evangelische Stadtkirche Herborn
- Heuchlingen: Deutschordensschloss Schloss Heuchlingen (1484–1806),
- Hilsbach: St. Michael (1310?–?), Deutschordenskirche
- Hochaltingen Schloss Hochaltingen (1997–bestehend)
- Horneck: Deutschordenskommende Horneck, gegründet 1250
- Höxter: Kommende (?–?)
- Hüttenheim: Kommende (1213–1288) Willanzheim

### I
- Ibersheim: Deutschordenskommende Ibersheim (1250–1465)
- Ickelheim: Deutschordenshaus (1294–1649)
- Igersheim: Burg Neuhaus (Igersheim) (1411/31–1806/9)

### J
- Judenrode Gürath Kommende (vor 1263–1263, nach Elsen)

### K
- Kapfenburg: Kommende (1364–1806), Schloss Kapfenburg Lauchheim Deutschordenschule
- Kirchhain: Kommende (Ballei Hessen)
- Kirchhausen (Heilbronn): Deutschordensschloss Kirchhausen (1572/6–?)
- Kloppenheim (Karben): ca. 1269–1806, ab 1708/18 Deutschordensschloss Kloppenheim
- Koblenz: 1216–1807, Deutschherrenhaus, Landkommende, Ballei, Deutschordenskommende Koblenz
- Köln: Kommende St. Katharina (vor 1218–1802), Deutschordenskirche St. Katharina (Köln)
- Köln: Kommende Jungen-Biesen (1573–1802)
- Königstein/Sächs. Schweiz: (vor 1321–?)
- Krankow: Kommende (1268–1355) Bobitz

### L
- Langeln (Nordharz) Kommende (1219–1809)
- Lauterbach (Buttenwiesen) Kommende (vor 1250–1334)
- Lehesten (bei Jena) Kommende (1502–1525/1809)
- Liebstedt: Kommende (1331–1525/1809), Deutschordensschloss Ordensburg Liebstedt
- Lübeck: Kommende (1268–1806)
- Lucklum: Kommende Lucklum (1260–1542/1809), Landkommende, Deutschordensschloss

### M
- Magdeburg: Kommende (1217–vor 1584)
- Mainau Kommende (1271–1806)
- Mainz: Kommende (1218–1806), Deutschhaus Mainz heute Landtagsgebäude
- Malenburg bei Datteln: Kommende Malenburg (12. Januar 1692–1809)
- Mallendar (1216–?), Deutschordenshof
- Marbach bei Saulgau: Kommende (1228–)
- Marburg: Landkommende, Ballei Hessen, (1234–1589/1809), Elisabethkirche (Marburg), Komturhaus
- Maria Birnbaum (Sielenbach): 1660–1803, neu errichtet 1998, bestehend Kloster Maria Birnbaum
- Mergentheim (1219–1809), 1527–1809 Residenz Hoch- und Deutschmeister, Schloss Mergentheim, DO-Museum
- Messbach (1772–?)
- Miletin (Tschechien): Kommende Miletin (1241–1410/1424) Ballei Böhmen
- Muffendorf (Bonn-Bad Godesberg): Kommende Muffendorf (1254/1280–1809)
- Mühlhausen/Th. Altstadt: Kommende Divi-Blasii-Kirche (Mühlhausen) (1227–1557)
- Mühlhausen/Th. Neustadt: Kommende St. Marien Marienkirche (Mühlhausen) (1243–1557)
- Mülheim (Warstein-Sichtigvor): Deutschordenskommende Mülheim (1266–1809), Ballei Westfalen, Deutschordensschloss
- Münnerstadt: Kommende (1231–1809), Deutschordensschloss
- Münster (Westf.): Kommende Münster („Georgskommende“), zeitweise Landkommende (um 1250–1597/1809)

### N
- Nägelstedt Kommende St. Georg (1222–1558/1811), Deutschordenskirche
- Neckarsulm-Scheuerberg: Deutschordensschloss Neckarsulm (1484–1805) (Deutschordenskreuz im Stadtwappen)
- Nennewitz/Altenburg (1220–1300)
- Neubrunn (1290–)
- Nördlingen (1350–1803), Deutschordens-Haus, jetzt Finanzamt
- Nordhausen: Kommende (1307–um 1500)
- Nürnberg: St. Elisabeth (2007, bestehend)
- Nürnberg: St. Jakob der Ältere, Deutschordenskommende Nürnberg (20. Februar 1209–1806), St. Jakob (Nürnberg)

### O
- Oberflörsheim: Kommende (1237–1806)
- Obermöllrich Kommende (1234–1305), nach Fritzlar verlegt
- Obermässing-Hofberg: Kommende (1285–1465) Burgruine Hofberg
- Oettingen (1196–1805) DO-Schlosskapelle
- Oppenheim: Deutschherrenhaus (vor 1253–um 1565 und 1690–1802), Deutsches Weinbaumuseum
- Osnabrück (14. Jh.-1777/10. Juni 1809)

### P
- Passau: Schwestern (Provinzialat, bestehend)
- Plauen/Vogtland: Kommende (1214–1521) Johanniskirche (Plauen)
- Porstendorf (Neuengönna) Kommende (vor 1221–1226)
- Prozelten (nach 1311–1484)

### R
- Rachtig: Deutschordenshaus/Deutschherrenhof (1247–1794),
- Ramersdorf (Bonn-Beuel): Kommende Ramersdorf (1220–1803), Deutschordenskapelle
- Regensburg: Kommende St. Gilgen (1210–1809), „Gilgenhof“ St. Ägidien (Regensburg)
- Reichenbach/Vogtland: Kommende St. Peter und Paul (1260/4–1533)
- Reichenbach/Hessen (1207/11–1809), Klosterkirche Reichenbach
- Reimlingen (1283–1806), Deutschordensschloss, Schloss Reimlingen seit 1920 Mariannhiller Missionare
- Reitling: Kommende(1260–1264,) nach Lucklum verlegt
- Rheinbach: Konvent, Noviziat (2012–2014)[1]
- Rohr/Unterrohr: Kommende (?–1806)
- Rothenburg ob der Tauber: Kommende Rothenburg (1237/90–1627), Deutschordenshaus

### S
- Saalfeld/Thüringen: Kommende (um 1306–1328)
- Saarbrücken: Kommende St. Elisabeth (1227–1793), Deutschherrenhaus, -kapelle
- Saarburg: Kommende (1222–nach 1661)
- Sachsenhausen (Frankfurt/Main): Kommende (1221–1809, neu errichtet 1963, bestehend), Deutschordenskirche (Frankfurt am Main)
- Schiffenberg (Gießen): Kloster Schiffenberg, Kommende (1323–1809), vorher seit ca. 1129 Augustiner-Chorherren, seit 1239 auch Augustiner-Chorfrauen, bis 1323
- Schleiz: Kommende St. Georg (1284–1544)
- Schweinfurt: Kommende (nach 1263–1437)
- Seibelsdorf (Antrifttal) (1267–1491), Deutschordenshaus
- Siersdorf (Aldenhoven): Kommende St. Johannes Baptist (1219–1794), Deutschordenskirche
- Speyer: Kommende St. Stephan (20. Mai 1220–16. Jahrhundert)
- St. Veit/Pleinfeld (vor 1254/74–1806), Deutschordenskirche St. Vitus (St. Veit)
- Stopfenheim St. Augustinus (Stopfenheim) Schloss Stopfenheim (Mitte 16. Jh.)

### T
- Tanna: Kommende St. Andreas (1279–1533)
- Temmels 13. Jh.-Säkularisation, St. Georgshof (Landsitz des Trierer Komturs)
- Traar (Krefeld): Kommende (1274–1802) Haus Traar
- Trier: Kommende (vor 1242–1794)

### U
- Ulm: Kommende (1216/21–1806)

### V
- Vargula (20. Februar 1340–)
- Virnsberg: Kommende (1235–1806), Schloss Virnsberg

### W
- Waldbreitbach: Kommende (1260–1809)
- Waldenburg (Attendorn): Kommende (1638–1691), Burg Waldenburg
- Waldstetten (Günz) Kommende (1417–1806), Amtshaus des Deutschen Ordens
- Wallerfangen (? - ?), seit 1581 Hauptort der Ballei Lothringen
- Wallhausen/Helme ?
- Wechselburg (Sachsen): Kloster Wechselburg (bis 1543 Kloster Zschillen, 1278–1543), vorher 1174–1278 Augustiner-Chorherren
- Weddingen: Kommende (1287–1542/1809)
- Weimar: Kommende St Peter und Paul (1284–1525), jetzt Herderkirche
- Weinheim Kommende (vor 1273–1806/9), Deutschherrenhof
- Welheim (Bottrop): Kommende Welheim (1253–1806)
- Wetter (Hessen): Konvent (seit 1946, bestehend)
- Wetzlar (1285–?), „Haus Wetzlar“, Lottehaus
- Weyarn: Konvent, Provinzialat (? – bestehend) Kloster Weyarn
- Winnenden Kommende (1288–1665), Schloss Winnental
- Wismar (1330–1355), Deutschordenshof
- Würzburg: Kommende (1219–1809), Deutschhaus, Deutschhauskirche, Deutschordenskommende Würzburg

### Z
- Zschillen (Wechselburg/Sachsen): Kloster Zschillen, ab 1543 Kloster Wechselburg (1278–1543), vorher 1174–1278 Augustiner-Chorherren
- Zwätzen Landkomtur (Ballei Thüringen), (1221–1809), Deutschordenshof

## Weitere Länder
Italien
- Lana (Provinzialat)
- Rom (Gästehaus)

Österreich
- Deutschordensschloss Gumpoldskirchen (1241-bestehend, mit Unterbrechungen, Gästehaus)
- Wien (1204/1206- bestehend, Sitz des Hochmeisters und des Priorates der Ballei Österreich, Gästehaus)

Slowenien
- Ljubljana (Provinzialat): Vor 1228 ließen sich Deutschordensritter in Laibach nieder.[2]

Tschechien 
- Opava (Provinzialat)